# Lymeon bifasciatus
Lymeon bifasciatus är en stekelart som först beskrevs av Szepligeti 1916.  Lymeon bifasciatus ingår i släktet Lymeon och familjen brokparasitsteklar. Inga underarter finns listade i Catalogue of Life.